# Maurice Lavigne
Pour les articles homonymes, voir Lavigne.
Maurice Lavigne, né le 30 octobre 1930 à Dinard (Ille-et-Vilaine) et mort le 19 septembre 2017 dans la même ville, est un coureur cycliste français, professionnel de 1958 à 1961.

## Biographie
Maurice Lavigne participe ses premières courses cyclistes en 1947. Champion de Bretagne en 1954,, il passe ensuite professionnel en 1958 au sein de l'équipe Helyett,, où il devient équipier de Jacques Anquetil. Durant sa première saison, il participe à son unique Tour de France avec une sélection régionale. Victime d'une lourde chute sur la septième étape, il abandonne en raison d'une fracture de la clavicule. Sa carrière prend fin en 1963, avec environ 70 courses remportées. 
Une fois retiré des compétitions, il devient gérant d'une droguerie à Dinard. Il meurt le 19 septembre 2017 dans sa commune natale.

## Palmarès
- 1954
  -  Champion de Bretagne
- 1956
  - Lorient-Merville :
    - Classement général
    - 1re et 2e étapes
- 1958
  - 3e de Paris-Valenciennes
- 1960
  - 2e du Circuit du Mené
- 1963
  - Grand Prix Pierre Le Doaré

### Résultats sur les grands tours

#### Tour de France
1 participation
- 1958 : abandon (7e étape)